# Austrodecus sinuatum
Austrodecus sinuatum är en havsspindelart som beskrevs av Stock, J.H. 1957. Austrodecus sinuatum ingår i släktet Austrodecus och familjen Austrodecidae. Inga underarter finns listade.